# 와어
와어(Wa)는 미얀마와 중국의 국경지대에 거주하는 와족의 언어이다. 크게 3개의 방언 구분이 있는데 에스놀로그의 명칭을 기준으로 표준 방언인 파라욱(Parauk), 워(Vo), 아와(Awa)이다. 총 화자 수는 약 90만 명으로 추산된다.
Gerard Diffloth는 와어의 분포를 "와 회랑"이라고 표현하는데, 그 분포가 땅륀강과 메콩강의 사이에 위치하기 때문이다. 그는 와어를 남부 와어, 성경 와어, 중국 와어로 구분했다. 와족 중 기독교를 믿는 인구는 와어 성경이 기반하는 표준 와어의 사용을 더 선호하는 경향이 있다. 표준 와어는 샨족 북부의 중국과의 국경지대의 방언을 기반으로 한다.
표준 와어에는 성조가 없으나 일부 방언에서는 비성조 방언의 긴장도와 대응되는 성조가 발달해 있다.

## 같이 보기
- 와족